# Ліпський Віктор Володимирович
Ві́ктор Володи́мирович Лі́пський (нар. 11 січня 1983, с. Малі Кутища, Калинівський район, Вінницька область, Українська РСР — пом. 29 травня 2014, Слов'янськ, Донецька область, Україна) — український військовослужбовець, спецпризначенець, прапорщик Національної гвардії України, учасник російсько-української війни.

## Життєпис
Народився 11 січня 1983 року в селі Малі Кутища на Вінниччині. У шестирічному віці пішов у перший клас Малокутищанської початкової школи, продовжив навчання в Лемешівській середній школі. Під час літніх канікул працював на колгоспному току, був помічником комбайнера. Після закінчення середньої школи вступив до Вінницького державного педагогічного університету, де здобув професію вчителя фізкультури. Проходив строкову військову службу у Внутрішніх військах МВС України. Після звільнення у запас вирішив обрати професію військового, якій і присвятив майже 12 років свого життя.
Проходив військову службу за контрактом у 8-му Калинівському полку (спецпідрозділ «Ягуар») ВВ МВС України (з березня 2014 року — Національна гвардія України).
Прапорщик, інструктор (старший кулеметник) відділення кулеметників взводу вогневої підтримки 2-ї роти спеціального призначення 8-го полку оперативного призначення Західного оперативно-територіального об'єднання Національної гвардії України, військова частина 3028, місто Калинівка.
З весни 2014 року брав участь в Антитерористичній операції на Сході України.
Загинув 29 травня 2014 року під час виконання бойового завдання поблизу міста Слов'янськ у Донецькій області.
29 травня, близько 12:30, поблизу Слов'янська, після розвантаження продуктів харчування на блокпост та проведення ротації особового складу, повертаючись з району гори Карачун, був обстріляний із лісосмуги та підбитий терористами з ПЗРК гелікоптер Мі-8МТ (борт «16») Національної гвардії України, на борту якого був прапорщик Ліпський. Під час падіння вибухнули паливні баки. Загинули 12 осіб: шість військовослужбовців Національної гвардії, включно з двома членами екіпажу, та шість представників спецпідрозділу МВС України (колишній спецпідрозділ «Беркут»). Старший лейтенант, штурман екіпажу Олександр Макеєнко залишився живим та в тяжкому стані був доправлений до лікарні міста Харків. Серед загиблих гвардійців — генерал-майор Сергій Кульчицький та двоє спецпризначенців Калинівського полку прапорщики Віктор Ліпський і Валентин Білошкурський, які супроводжували екіпаж вертольоту як кулеметники.
31 травня 2014 похований у селі Малі Кутища.
Вдома залишилися батьки, молодший брат, дружина та 10-річний син.

## Нагороди
- 20 червня 2014 року, за особисту мужність і героїзм, виявлені у захисті державного суверенітету та територіальної цілісності України, вірність військовій присязі та незламність духу, нагороджений орденом «За мужність» I ступеня (посмертно).[6]

## Вшанування пам'яті
- У червні 2014 рішенням Лемешівської сільської ради на честь Віктора Ліпського перейменовано центральну вулицю його рідного села Малі Кутища, яка раніше мала назву «вулиця Леніна».[7]
- 14 листопада 2014 на Донеччині поблизу Слов'янська урочисто відкрито й освячено перший меморіал жертвам «неоголошеної війни» на сході Україні — пам'ятний хрест, встановлений неподалік від місця, де впав збитий терористами вертоліт Мі-8МТ.[8]
- У місті Київ на Солом'янській площі на одній із плит меморіалу загиблим працівникам МВС України викарбувано ім'я прапорщика Віктора Ліпського.
- У січні 2015 року в селі Лемешівка Калинівського району на фасаді будівлі загальноосвітньої школи на вулиці Шкільній, 14-а встановлено меморіальну дошку на честь випускника школи Віктора Ліпського.
- 6 червня 2015 на території клубу в с. Малі Кутища урочисто відкрито обеліск полеглому землякові.[9]